# Idiops rastratus
Idiops rastratus är en spindelart som först beskrevs av O. Pickard-Cambridge 1889.  Idiops rastratus ingår i släktet Idiops och familjen Idiopidae. Inga underarter finns listade i Catalogue of Life.